# Cryptocladocera prodigiosa
Cryptocladocera prodigiosa là một loài ruồi trong họ Tachinidae.